# Глория Петкова
Глория Петкова (известна и с артистичния си псевдоним Guilty) е българска манекенка, актриса и диджей.

## Биография
Родена е на 11 октомври 1991 г. Родителите ѝ живеят в Лондон. Майка ѝ се занимава с интериорен дизайн. Има 2 сестри.
Глория завършва Художествената гимназия, след което заминава да учи мъжки моден дизайн в Лондонския моден колеж. Учи и една година философия в Софийски университет.
Започва кариерата си на модел от 15-годишна възраст. Работи като манекенка в „Ивет Фешън“. С течение на времето започва да пътува по света и участва на модни ревюта в Берлин, Париж, Милано, Лондон, Сеул. Правила е ревюта на „Max Mara“. Снимала е кампании на „Diesel“. Участвала е в ревю на известния френски дизайнер Жан-Пол Готие. Била е рекламно лице на Capasca, Totally Erected, Melini, Bippa, Iconic, Gio Diev и още десетки други марки, по корици на списания, сред които са EVA и BEAUTY.
Участвала е в българските филми „Семейни реликви“ (Иван Черкелов) и „Безкрайната градина“ (Галин Стоев).
Занимава се и с пускане на ъндърграунд музика. Диджействала е в столичните клубове „Carrusel Club“, Culture beat, Yalta, La Maison и много други. Като по-малка със своя приятелка са направили музикален проект, кръстен „Vagina Crew“, в опит да правят музика с по-различно и алтернативно звучене.
Участвала е в музикални клипове, сред които „Fish On“ на немския музикант Lindemann от известната индъстриъл метъл група Рамщайн и „Безтегловност“ на българската соул изпълнителка Рут Колева и рапърите Жлъч и Boyan.
Става по-известна с участието си в осмия сезон на българския риалити формат VIP Brother през 2016 година, излъчван по NOVA TV.
Освен с кариерата си на модел, Глория се занимава и с рисуване и пеене. Определя се цялостно като „артист“. Прави изложби с рисунките си и се занимава най-вече с абстрактно изкуство.

## Филмография
- Татковци (2022) - Валерия
- Денят на бащата (2019), 6 серии – Милена
- Малко късмет за по-късно (2017) – Глория
- Безкрайната градина (2017) – Соня
- Семейни реликви (2015) – Момичето